# أبو العباس (الجيزة)
قرية أبو العباس هي إحدى القرى التابعة لمركز العياط في محافظة الجيزة في جمهورية مصر العربية. حسب إحصاءات سنة 2006، بلغ إجمالي السكان في أبو العباس 2446 نسمة، منهم 1282 رجل و1164 امرأة.